# パク・チニ
パク・チニ（박진희、1978年1月8日 - ）は大韓民国の女優である。パク・ジニと表記されることも多い。

## 略歴
1980年代に子役時代にはMBC合唱団員として活動をして漫画の主題歌や子供ドラマの主題曲を歌った。
1997年、KBSドラマ『スタート』で女優デビュー。
2010年、SBSドラマ『ジャイアント』の演技で、SBS演技大賞 特別企画部門 女性優秀演技賞、10大スター賞を受賞している。

## 人物
2014年5月、5歳年下の韓国の有名ローファームに勤める弁護士と1年余りの交際を経て結婚。第一子を12月頃に出産予定と発表。
5月11日にソウル新羅ホテルにて結婚式を挙げ、その祝儀全額を国際救護団体である韓国JTSに寄付した。
11月7日に娘を出産。

## 出演作品

### テレビドラマ
- スタート(스타트)（1997年、KBS）
- 憎くても可愛くても(미우나 고우나)（1997年、SBS）
- 幸福を作ってあげます(행복을 만들어 드립니다)（1998年、KBS）
- 情熱 Love in Three Colors -有情-（1999年、KBS） - ハン・スジン役
- カイスト(카이스트)（1999年-2000年、SBS） - ジャイン役
- 怒った顔で振り返れ(성난 얼굴로 돌아보라)（2000年、KBS） - シン・ジョンヒ役
- ストック(비단향꽃무)（2001年、KBS） - イ・ヨンジュ役
- 君に出会ってから(그대를 알고부터)（2002年、MBC） - キム・ミジン役
- 愛したあとに～サランハンフエ（2005年、CSドラマ） - ヒソ役
- カムバック！スネさん(돌아와요 순애씨)（2006年、SBS） - ハン・チョウン役
- 銭の戦争(쩐의 전쟁)（2007年、SBS） - ソ・ジュヒ役
- 恋愛マニュアル〜まだ結婚したい女（2010年、MBC） - イ・シニョン役
- ジャイアント（2010年、SBS） - ファン・ジョンヨン役
- 天地人(チョンジイン)（2011年-2012年、JTBC） - イ・カンサン役
- ホジュン〜伝説の心医〜(구암 허준)（2013年、MBC） - イェジン役
- 記憶〜愛する人へ〜（2016年、tvN） - ナ・ウンソン役
- オー・マイ・クムビ（2016年-2017年、KBS） - コ・カンヒ役
- リターン（2018年、SBS） - チェ・ジャヘ役
- ドクター探偵（2019年、SBS） - ト・ジュンウン役
- 太宗イ・バンウォン（2021年-2022年、KBS）- 元敬王后ミン氏役

### 映画
- 囁く廊下-女校怪談-(여고괴담)（1998年） - パク・スヨン役
- 恋風恋歌(연풍연가)（1999年） - ミス・ホン役
- ＳＰＹリー・チョルジン 北朝鮮から来た男(간첩 리철진)（1999年） - ファイ役
- 散策(산책)（2000年） - ソ・ヨンファ役
- なせば成る(하면 된다)（2000年） - チョン・ジャンミ役
- 星(별)（2003年） - スヨン役
- 恋愛術士(연애술사)（2005年） - ク・ヒウォン役
- ラブ・トーク(러브 토크)（2005年） - ヨンシン役
- チョンソルリへようこそ(만남의 광장)（2007年） - ソンミ役
- 宮女 クンニョ(궁녀)（2007年） - チョンリョン役
- 甘いウソ(달콤한 거짓말)（2008年） - ハン・ジホ役
- 実家のお母さん(친정엄마)（2010年） - チスク役
- 戦火の中へ(포화 속으로)（2010年） - ファラン役（特別出演）
- 青ぶどう飴：17年前の約束(청포도 사탕: 17년 전의 약속)（2012年） - イ・ソンジュ役

### ミュージックビデオ
- ホン・ギョンミン - 今は（1997年）
- パク・ヒョシン - そこに立って（2002年）
- ビッグママ - 女（2005年）

### ラジオ
- "キム・スンヒョン、パク・チニのテンテン・クラブ"（2000年、SBSラジオ）
- "パク・チニの夜を忘れたあなたに"（2002年、KBSラジオ）